# 岩間沙織
岩間 沙織（いわま さおり、1964年7月7日 - ）は、日本の女優。元アイドルグループ、セイントフォーのメンバー。本名同じ。別名義、岩間 さおり。また、2018年よりセイントフォーの再始動メンバーとしても活動。
神奈川県横須賀市出身。北鎌倉女子学園高等学校卒業。
所属：ワールドエンタープライズ → コナン → トライ → スキップコーポレーション → 亀の子新社（業務提携） → シアタープロジェクト

## 来歴・人物
子供の頃から宝塚歌劇団に憧れていたことがある。中学3年生の頃に女優志望を決め、そのきっかけはテレビドラマ『ゆうひが丘の総理大臣』や1979年の映画『あゝ野麦峠』の主演の大竹しのぶを観て、と話していたことがある。クラリオンガールに応募するも落選。その後日芸プロジェクトの生徒募集に応募。タレント養成所のオーディションに合格後、1983年の映画『嵐を呼ぶ男』でデビュー。1984年、アイドルグループのセイントフォーとして歌手デビュー。グループ結成当初はグループのリーダーを務め、リーダーの座を譲ってからもグループのまとめ役としてメンバーを支えた。
1987年1月の解散後は女優として活躍。テレビドラマ『ベイシティ刑事（コップ）』などにゲスト出演。
1991年から1997年まで芸名を岩間さおりに改めた。1991年にはヌード写真集『ラビリンス』を発表する。
客演を経て、1999年より劇団ATTACKに参加。2002年より、奥田武士とともに劇団シアタープロジェクト☆アポロの代表として、現在も舞台中心に活躍を続けている。また、2003年12月には、オムニバス形態のCD「YOUR HEART ONLY」の中で「Light」を歌唱し参加メンバーらと共にライブも行った。
趣味であるバイクに関連した仕事も多く、2006年12月から放送したCS「旅チャンネル」では、オフロードバイクにまたがり日本を縦断し世界遺産巡りの旅をリポートした。「あの人は今」的なメディアの特集にも何度か登場している。セイントフォーで一緒だったメンバー達とは今でも連絡を取り合っているという。
2013年3月17日、当時ボーカルレッスンと楽曲提供をした上田司のバースデーライブ（銀座ケネディーハウス）に、元メンバーの濱田のり子、鈴木幸恵と共に解散から26年振りの初ステージライブを行った。
2013年11月3日、東京・ケネディーハウス銀座にて行った濱田・岩間・鈴木の3人でのワンマン〜復活ライブ!!〜では、沙織のみが当時を彷彿とさせる側宙を披露した。
2014年7月27日、デビュー30周年アニバーサリー・バースデー・ソロライブ（銀座ケネディーハウス）が決定し実現した。
2015年現在、芸能活動以外にも、２種免許を取得し板橋区で介護タクシーの運転手と訪問介護の仕事を兼務している。その後、念願だった介護福祉士の資格を取得し、介護職も精力的に行っている模様がテレビで紹介されると共に現在も独身であると報告している。
2018年6月からは、元メンバーの濱田・鈴木とともにセイントフォー として本格的に再始動している。

## 出演
※セイントフォーとしての活動歴は「セイントフォー」の項を参照のこと。

### 映画
- 嵐を呼ぶ男（1983年、東宝） - 島ゆかり
- ザ・オーディション（1984年、東宝） - 風間沙織（セイントフォー）
- やるときゃやるぜ！ -COME BACK HERO-（1987年、ジョイパックフィルム） - セイントフォー
- 帝都大戦（1989年、東宝） - みどり
- 極道の妻たち 最後の戦い（1990年、東映）
- 武闘派仁義（1993年、イメージファクトリー・アイエム、） - 竹沢美保

### オリジナルビデオ
- 新・うれしはずかし物語（1991年）
- 新・うれしはずかし物語2（1991年） - 友情出演
- もう・ぎりぎり（1992年）
- KAMBA! 暴走迷路（1992年）
- 雀豪裂伝（1993年）
- 妖闘地帯KIRIKO（1994年）
- 極道プロレス（1994年）
- Zero WOMAN II 警視庁0課の女（1995年）
- 会社にしたい!（1997年キングレコード）

### テレビドラマ
- あぶない刑事 第32話「迷路」（1987年、日本テレビ） - 間杉知佳子役
- ベイシティ刑事（コップ）「子連れ刑事ヨコハマ物語」（1987年、テレビ朝日）
- 仮面ライダーBLACK 第11話「飢えた怪人たち」（1987年、毎日放送） - 坂本友紀役
- 六本木ダンディーおみやさん 第9話「エリートとの婚約を揺さぶった殺人事件」（1987年、朝日放送） - 奈美役
- 男と女のミステリー「記憶無し -ある朝突然、母が19歳の少女になった…」-（1988年、フジテレビ）
- 火曜スーパーワイド「小堺一機のモテモテ教師ドラマ・可愛い男と四つの女難 ムーンリバーで逢えたら」（1988年、テレビ朝日）
- 愛・女子刑務所（1989年、TBS）
- 付き馬屋おえん事件帳 第10話（1990年、テレビ東京）
- 素敵な恋がしてみたい（1990年、TBS）
- DRAMADAS「AV助監督物語」（1990年、関西テレビ）
- 刑事貴族2 第23話（1991年、日本テレビ）
- 特捜ロボ ジャンパーソン 第3話「参上! ロボ狩人（）」～第25話「早撃ち王（） 決定戦」、第39話「地獄の美人秘書」（1993年、テレビ朝日） - セーラ役
- エリアコードドラマ「あなたには抱かれたい」（1995年、名古屋テレビ）
- 月曜ゴールデン「山村美紗十三回忌特別企画 狩矢警部シリーズ(5)『京舞妓殺人事件』」（2009年、TBS） - 市加代役
- 土曜ワイド劇場「おかしな刑事(5)」（2009年、テレビ朝日） - 細田頼子役
- 金曜プレステージ「外科医鳩村周吾郎〜血ぬられた挑戦状(2)」（2009年、フジテレビ） - 風間仁美役

### バラエティー・情報番組
- キャッチアップ（1987年、TBS）
- いい旅日本（1991年、TBS）
- そこが知りたい（1992年、TBS）
- 天才・たけしの元気が出るテレビ‼（1993年、日本テレビ）
- 日本縦断ツーリング！日本世界遺産の旅（2006年12月、CS放送「旅チャンネル」）
- 爆報! THE フライデー（2015年4月、12月、2016年6月、TBS）
- キテレツ人生！消えた芸能人一斉捜査SP（2017年１月27日、フジテレビ）
- ハートネットTV～リハビリ・介護に生きる～（2018年11月29日、NHK Eテレ）

### アニメ
- なんぼのもんじゃい! ヤンキー愚連隊（1992年、ラインコミュニケーションズ） - 岩間さおり名義、声の出演、挿入歌「Congratulations」歌詞＆歌
- なんぼのもんじゃい!2 ヤンキー愚連隊（1993年、ラインコミュニケーションズ）- 岩間さおり名義、声の出演

### CM
- 南天のど飴（1989年）
- 東京インテリア（1999年）
- マインズハウス（2000年）
- トヨタ・カローラアクシオ（2008年）
- 味の素（株）「JINO（ジーノ）」（2012年）

　他、地方CM多数出演

### 舞台
- サンバードミュージカル「グリース」（1988年9月 - 10月） - パティ
- ミュージカルシアターMAGAZINE「ティンカーベル・シンドローム」（1991年）
- ミュージカルシアターMAGAZINE「ティンカーベル・シンドローム」（1993年）再演
- ミュージカルシアターMAGAZINE「インドラの湖」（1994年）
- 劇団ATTACK「Catch your Dream -俺たちはいつもクライマックス-」（1998年）
- 椿組「お葉といふ女」（1998年12月）
- 東京ギンガ堂「KAZUKI-ここが私の地球-」（1999年）
- 劇団ATTACK「LEGEND of LOVE」（1999年）
- 劇団ATTACK「Dear Moon」（2000年6月）
- RIGHT MIND（2000年、8月）
- 遊人塾・劇舎公演vol.6「あ、のんきだね」（2006年1月、新宿シアターサンモール）
- 東京ギンガ堂「夢〜歌舞伎町物語」（2006年5月、新宿シアターアプル）
- 下町ダニーローズ 第8回公演「どん底〜化け物達の晩餐会」全10公演（2007年12月、アイピット目白）
- 下町ダニーローズ 特別公演「あした〜愛の名言集」全10公演（2008年6月、新宿・紀伊國屋ホール）
- 下町ダニーローズ 第9回公演「文学狂男〜縛り首の季節」全17公演（2009年2月、千本桜ホール）
- 下町ダニーローズ 第10回公演「上海極楽（パラダイス）〜鉄拐後日談」全9公演（2009年8月、新宿・紀伊國屋ホール）
- 下町ダニーローズ 第12回公演演劇らくご「疝気の虫」（2010年6月22日〜30日、池袋・シアターグリーンBIG TREE THEATER）
- オールアクトカンパニー公演「リア王」（シェイクスピア：作）（2022年5月24日～29日、池袋シアターグリーン）
- オールアクトカンパニー公演Vol.25「龍神山の物語」（2022年10月4日～9日、内幸町ホール）
- 演劇集団プロジェクト動・プレゼンツ「縄文のひびき」（2022年10月26.27日、保谷こぼれびホール）
- E.G.WORLD公演 ～私は、まだ生きています～「我々はどこからも来ていない。どこへも行かない。ただ形を変えるだけ。」＜制作・脚本・演出：金堂修一＞（2022年11月25日～27日、新宿スターフィールド）
- 泪橋エナジー（2023年3月15日〜19日、劇場中野あくとれ）
- 演劇集団プロジェクト動・プレゼンツ「縄文のひびき」（再演）（2023年7月20.21日-8月3.4日、コール田無）第２部Liveショーのみの出演
- オールアクトカンパニー公演「魔笛は三度鳴る」（2023年10月10日-15日、池袋・シアターグリーンBIG TREE THEATER）
- 一般社団法人JCA主催 国際文化交流事業10周年記念公演「ブルーストッキングレディース」（2024年4月4日・5日、内幸町ホール）
- 昇る太陽たち～元始、女は太陽だった～（2025年5月16日、六本木クラップス）昼・夜公演

※ シアタープロジェクト☆アポロの公演歴は当該項を参照のこと。

### ライブ
- YOUR HEART ONLY 〜SWEET 9 DIAMONDS〜CD発売記念スペシャルライブ（2003年12月、渋谷LUIDO.K2）「太陽を抱きしめろ」「Light」
- 女だらけのファミリー寄席（2007年8月、国立演芸場）
- 昭和だよ☆昼のヒットスタジオ☆全員集合！！（2010年9月、阿佐ヶ谷ロフトA）トークライブ・スペシャルゲスト出演
- The鉄女's（ザ・アイアンドールズ、佐伯玲子、かとうずんこ、岩間沙織のパフォーマンス・ユニット）スーパーライブ（2010年11月、調布キックバックカフェ）
- 上田司バースデーライブ（2013年3月、ケネディーハウス銀座）※ゲスト出演
- 銀座ケネディーハウス30周年記念イベント「セイントフォー〜復活！単独ライブ！！〜」（2013年11月、ケネディーハウス銀座）
- 30thアニバーサリー・バースデー・ソロ・ライブ「Start up!」（2014年7月27日、ケネディーハウス銀座）
- バースデー・ソロ・ライブ Vol.2「☆CARNIVAL☆」（2015年7月19日、ケネディーハウス銀座）
- バースデー・ソロ・ライブ Vol.3「FRIENDS」（2016年7月17日、ケネディーハウス銀座）
- バースデー・ソロ・ライブ Vol.4「鉄女降臨」（2019年7月21日、吉祥寺ROCK JOINT GB）
- アコースティックライブLive2020「一期一会～Which Saori do you choose?～」Guitar Day：昼の部（2020年12月19日）
- アコースティックライブLive2020「一期一会～Which Saori do you choose?～」Piano Night：夜の部（2020年12月19日）
- MEGUMING BIRTHDAY LIVE（2023年12月10日、ケネディーハウス銀座）※ゲスト出演[5][6]
- 祝！還暦記念・バースデーソロライブ（2024年7月7日、ケネディーハウス銀座）
- GO!GO!Kiyomi Birthday Live!（2024年12月1日、ケネディーハウス銀座）※ゲスト出演

### ラジオ
- 高田純次・河合美智子の東京パラダイス（2008年5月、文化放送）
- 濱田のり子のノリノリタイム!（2011年9月、ぎふチャン）
- 原めぐみのENJOYトーク（2019年7月11日、レインボータウンFM88.5㎒）
- 関口誠人のspicy night（2019年11月9日、渋谷クロスFM）
- 原めぐみのENJOYトーク（2022年9月22日、レインボータウンFM88.5㎒）
- 星乃愛実の願いが叶うラジオ（2023年9月20日、かつしかFM）
- 原めぐみのENJOYトーク（2023年11月5日、レインボータウンFM88.5㎒）

### インディーズCD
- YOUR HEART ONLY 〜SWEET 9 DIAMONDS〜 九人九色のコラボレートCD（2003年12月、発売元・ルイードレコーズ、制作・ダイヤモンドキネマ）岩間沙織歌唱タイトル「Light」
- Ki-mo-no-3 -其ノ壱-（佐伯玲子らと共に結成した和洋ユニット）
- Ki-mo-no-3 -其ノ弐-

### イベント
- 2018年8月20日「TOKYO j-TUNE ＠新宿二丁目 Alamas Cafe」vol.85　トークイベント・ゲスト出演
- 2019年11月17日「～その庭は記憶の森への羅針盤～コーネルの庭の青い鳥」（昭和のくらし博物館・友の会企画）ゲスト出演

## 書籍

### 写真集
- 岩間さおり（1991年10月、大陸書房）
- ラビリンス 不思議の森へ（1991年11月、大陸書房、撮影：平地勲）ISBN 4803337632
- 天使に熱い口づけを…（1992年2月、大陸書房、撮影：平地勲）ISBN 4803339740
- GRACE-岩間さおり写真集（1995年6月、ワニブックス、撮影：木村晴）ISBN 4847024028

### イメージビデオ
- 25時の天使（1991年、大陸書房）

### その他
- 元アイドル2（2007年3月、ワニマガジン社）インタビュー - 吉田豪（著）
- 昭和40年男（2014年5月、株式会社クレタ）スペシャル・インタビュー
- 運命の一曲コーナー（2017年2月、光文社「FLASH」）インタビュー掲載
- 家族に介護が必要になったときの手続きガイド（2018年1２月、宝島社ムック）巻頭インタビュー
- '80年代アイドル32人は今？（2022年3月「女性自身」）インタビュー掲載